# La Caravane
Pour les articles homonymes, voir Caravane.
La Caravane est la trente-huitième histoire de la série Lucky Luke par Morris (dessin) et René Goscinny (scénario). Elle est publiée pour la première fois du no 1281 au no 1302 du journal Spirou. Puis est publiée en album en 1964.

## Résumé
Lucky Luke fait une halte à Nothing Gulch, croisant le chemin d'une caravane de pionniers. Or le guide de celle-ci, Frank Malone, ne veut pas la conduire plus loin si on ne lui donne pas 1 000 $ de plus. Témoin de cette scène de chantage, Lucky Luke empêche le guide devenu menaçant d'utiliser son revolver. Andrew Boston, le chef de la caravane, réussit alors à persuader le cow-boy de devenir capitaine de la caravane à la place de Malone.
Luke fait tout d'abord la connaissance des membres les plus éminents de la caravane : Miss Littletown, M. Pierre, Ugly Barrow, Zacharie Martins... Mais dès le départ, se produisent des événements bizarres. Un jour, la roue d'un chariot est sciée. Le lendemain, le harnachement des chevaux d'Andrew Boston est coupé au rasoir. Plus grave, encore : lorsqu'ils atteignent le désert, tous les tonneaux d'eau sont percés. Heureusement, grâce à la ténacité de Lucky Luke, les pionniers parviennent tout de même à le traverser. Mais il faut se rendre à l'évidence : il y a un traître dans la caravane. 
Après une escale à Crazy Town (une ville de vice et de jeu que les femmes de la caravane s'empressent de brûler avant que leurs hommes n'aillent tout perdre aux cartes), l'expédition pénètre dans le territoire des Sioux. Aussitôt arrivé, le chariot de munitions explose mystérieusement : il ne reste presque plus d'armes pour contrer une éventuelle attaque indienne. La nuit suivante, un feu est allumé dans le campement alors que Lucky Luke l'avait expressément interdit. Le lendemain, Ugly Barrow et lui capturent un Sioux, Tête de Veau, mais ce dernier refuse de parler. La nuit suivante, le mystérieux saboteur délivre le prisonnier après avoir assommé Andrew Boston. L’Indien va aussitôt faire son rapport à son chef, Chien Enragé, à la suite de quoi les Sioux assiègent la caravane. Mais bientôt, profitant d’un repas copieux des Sioux suivi d’un bon sommeil, les pionniers assiègent à leur tour les Indiens. Finalement, Chien Enragé décide de parlementer et accepte d'arrêter la guerre si M. Pierre, le coiffeur français, lui donne ses perruques et ses postiches en guise de scalps.
La veille de leur arrivée en Californie, une vieille femme impotente disparaît de la caravane. Lucky Luke devine qu'il s'agit de Frank Malone déguisé et que c'est lui le saboteur de l'expédition. Il part à sa rencontre et le ramène prisonnier. En Californie, sur les bords du Pacifique, les pionniers fêtent la fin de leur voyage.

## Personnages
- les pionniers
  - Ugly Barrow : conducteur de mules, expert en maniement du fouet et en jurons grossiers
  - Andrew Boston : chef de la caravane de pionniers, il convainc Lucky Luke de les aider à atteindre la Californie
  - Zacharie Martins : inventeur excentrique qui rejoint la caravane à Nothing Gulch
  - Miss Littletown : institutrice qui exerce dans son chariot école avec les enfants du convoi ; elle prend la tête d'une expédition des femmes de pionniers contre une ville de saloons
  - M. Peters : première victime des sabotages de Frank Malone
  - Phinéas : garnement chargé d'amadouer Lucky Luke pour le convaincre de conduire la caravane
  - M. Pierre : coiffeur français, toujours prêt à exercer son art ; il fournira un lot de perruques et postiches pour que Chien Enragé ne perde pas la face
  - Le croque-mort : personnage jovial, son corbillard va servir de cobaye aux inventions de Zacharie Martin, ouvrir une nouvelle vocation et développer une nouvelle amitié.

- les Sioux
  - Chien Enragé : vieux chef de la tribu, dont l'ardeur à mener le combat n'est pas très vive
  - Marmotte Paresseuse : il incite son chef à faire la sieste pendant le siège du campement de la caravane
  - Tête de Veau : surveillant le campement de la caravane, il est fait prisonnier par Lucky Luke. Plus tard, il perd un duel contre le même Luke que celui-ci gagne très facilement grâce à son jeu de jambes.
- Frank Malone : capitaine du convoi jusqu'à Nothing Gulch, il réclame 1000 $ de plus à Boston ; lorsque celui-ci refuse le chantage, il le menace de son arme mais est désarmé par Lucky Luke ; il tentera par la suite de saboter le voyage de la caravane

## Publication

### Revues
L'histoire est parue dans le journal Spirou, du no 1281 (1er novembre 1962) au no 1302 (28 mars 1963).

### Album
Éditions Dupuis, no 24, 1964

## Adaptation
Cet album a été adapté dans la série animée Lucky Luke, diffusée pour la première fois en 1984 et au cinéma sous le titre Tous à l'Ouest en 2007.

## Sources
- Dictionnaire Goscinny, sous la direction d'Aymar du Chatenet, Éd. JC Lattès, 2003,  (ISBN 2-7096-2313-7)
- www.bedetheque.com, « Lucky Luke » (consulté le 7 août 2008)
- www.lucky-luke.com, « Lucky Luke » (consulté le 7 août 2008)
- www.bdoubliees.com, « Parutions dans le journal de Spirou » (consulté le 7 août 2008)